# Maćedonce
Maćedonce es un pueblo ubicado en la municipalidad de Medveđa, en el distrito de Jablanica, Serbia.

## Superficie
Posee una superficie de 11,11 kilómetros cuadrados.

## Demografía
Hasta 2011 la población era de 177 habitantes, con una densidad de población de 15,94 habitantes por kilómetro cuadrado.